# Robert Clark (écrivain)
Pour les articles homonymes, voir Clark et Robert Clark.
Robert Clark, né le 9 avril 1952  à Saint Paul dans le Minnesota, est un écrivain américain.

## Biographie
Il obtient le prix Edgar-Allan-Poe en 1999 pour Mr. White’s Confession.
Ses œuvres ne sont pas traduites en français.

## Œuvre

### Romans
- In the Deep Midwinter (1998)
- Mr. White's Confession (1999)
- Love Among the Ruins (2002)

### Autres publications
- James Beard: A Biography (1993)
- River of the West: A Chronicle of the Columbia (1997)
- The Solace of Food: A Life of James Beard  (1998)
- My Grandfather's House: A Genealogy of Doubt and Faith (2000)
- Dark Water: Flood and Redemption in the City of Masterpieces (2008)